# Prose combat
Prose combat è il secondo album del rapper francese MC Solaar.

## Descrizione
Rispetto al primo album, Qui sème le vent récolte le tempo del 1991, i testi di Prose Combat sono più seri e impegnati, anche se alcuni pezzi hanno ancora un tono umoristico. Obsolète, Prose Combat e Nouveau Western, che riprende un campionamento di Bonnie and Clyde di Serge Gainsbourg, sono tra i pezzi più conosciuti di questo album.
Oltre a Jimmy Jay, già produttore del primo album, lavorano a questo anche Boom Bass e Zdar (in seguito conosciuto come Cassius).
Durante le Victoires de la musique del 1995, il videoclip di Nouveau Western, diretto da Stéphane Sednaoui, riceve il premio nella sua categoria. MC Solaar ottiene dal canto suo il premio per l'artista dell'anno e interpreta Obsolète durante la cerimonia di premiazione.
L'album non è più disponibile in vendita dall'inizio degli anni 2000, in seguito alla sentenza del processo intentato da MC Solaar alla sua casa discografica di allora, la Polydor Records. Non è nemmeno disponibile nelle piattaforme di acquisto e streaming online.
È considerato un classico dello hip hop francese.

## Tracce

### Versione francese e statunitense
1. "Aubade" (Jimmy Jay, MC Solaar) – 0:35
2. "Obsolète" (Jay) – 3:02
3. "Nouveau western" (Gainsbourg, MC Solaar) – 4:34
4. "A la claire fontaine" (Jay, M'Barali) – 2:59
5. "Superstarr" (MC Solaar) – 3:03
6. "La concubine de l'hémoglobine" (Jay, M'Barali) – 4:49
7. "Dévotion" (MC Solaar) – 4:26
8. "Temps Mort" (Jay, MC Solaar) – 3:41
9. "L'NMIACCd'HTCK72KPDP" (Les Sages Poetes De La Rue) – 5:04
10. "Séquelles" (Barali, Jay) – 3:37
11. "Dieu ait son âme" (Barali, Pigale Boom Bass) – 4:46
12. "A dix de mes disciples" (MC Solaar) – 3:45
13. "La fin justifie les moyens" (MC Solaar) – 4:57
14. "Relations humaines" (Bambi, MC Solaar) – 3:28
15. "Prose combat" (Jay, M'Barali) – 3:06

### Versione britannica
La versione del Regno Unito sostituisce "Obsolète", "L'NMIACCd'HTCK72KPDP", e "Dieu ait son âme" con "Le free style d'obsolète", "Solaar Power", e "I'm Doin' Fine". La sequenza delle tracce è alterata.
1. "Aubade" (Jimmy Jay, MC Solaar) – 0:35
2. "Le free style d'obsolète" (Jimmy Jay, MC Solaar) – 6:00
3. "A la claire fontaine" (Jay, M'Barali) – 2:59
4. "Superstarr" (MC Solaar) – 3:03
5. "Solaar Power" (JP "Bluey" Maunick, MC Solaar) – 4:51
6. "Relations humaines" (Bambi, MC Solaar) – 3:28
7. "Nouveau western" (Gainsbourg, MC Solaar) – 4:34
8. "La concubine de l'hémoglobine" (Jay, M'Barali) – 4:49
9. "Dévotion" (MC Solaar) – 4:26
10. "Séquelles" (Barali, Jay) – 3:37
11. "I'm Doin' Fine" (Storch, Thompson, Malik, Trotter, Hubbard) – 8:19
12. "A dix de mes disciples" (MC Solaar) – 3:45
13. "La fin justifie les moyens" (MC Solaar) – 4:57
14. "Temps mort" (Jay, MC Solaar) – 3:41
15. "Prose combat" (Jay, M'Barali) – 3:06